# Dao’er (sockenhuvudort i Kina, Hunan Sheng, lat 28,52, long 109,44)
Dao'er (kinesiska: 道二, 道二乡) är en sockenhuvudort i Kina. Den ligger i provinsen Hunan, i den södra delen av landet, omkring 350 kilometer väster om provinshuvudstaden Changsha. Antalet invånare är 9 899. Befolkningen består av 4 837 kvinnor och 5 062 män. Barn under 15 år utgör 20,0 %, vuxna 15-64 år 68 %, och äldre över 65 år 10,0 %.
Runt Dao'er är det ganska tätbefolkat, med 239 invånare per kvadratkilometer. Närmaste större samhälle är Huayuan, 8,8 km norr om Dao'er. I omgivningarna runt Dao'er växer huvudsakligen savannskog.
Genomsnittlig årsnederbörd är 1 719 millimeter. Den regnigaste månaden är maj, med i genomsnitt 303 mm nederbörd, och den torraste är december, med 32 mm nederbörd.